# Triaenops goodmani
Triaenops goodmani é um morcego extinto de Madagascar pertencente ao gênero Triaenops. Conhecido a partir de três mandíbulas inferiores coletadas em uma caverna em Anjohibe em 1996, foi descrito como uma nova espécie em 2007. O material tem, no máximo, 10.000 anos de idade. Um úmero (osso do braço superior) de morcego encontrado no mesmo local não pôde ser identificado como pertencente a T. goodmani ou à espécie viva T. menamena. T. goodmani é identificado como membro do gênero Triaenops ou do gênero relacionado Paratriaenops por características dentárias, como o quarto pré-molar semelhante a um canino com uma única cúspide e a presença de um espaço entre as cúspides entoconídio e hipoconulídio nos dois primeiros molares. T. goodmani é maior que as espécies vivas de Triaenops e Paratriaenops em Madagascar, e no primeiro molar, a cúspide protoconídio é apenas ligeiramente mais alta que o hipoconídio, diferentemente das outras espécies, onde o protoconídio é significativamente mais alto.

## Taxonomia e distribuição
Em 1996, uma equipe liderada por David Burney coletou brechas contendo restos de morcegos e outros animais na caverna de Anjohibe, no noroeste de Madagascar. Os morcegos da amostra foram descritos por Karen Samonds (anteriormente Irwin) em sua dissertação de doutorado de 2006 e em um artigo de 2007. Ela identificou várias espécies vivas, além de duas espécies extintas descritas como novas, Triaenops goodmani e Hipposideros besaoka. Na época, o gênero Triaenops era considerado como incluindo três espécies em Madagascar: Triaenops auritus, Triaenops furculus e Triaenops rufus. Posteriormente, Steven M. Goodman [en] e Julie Ranivo descobriram que o nome rufus não se aplicava às espécies de Madagascar, propondo o nome Triaenops menamena para os morcegos malgaxes anteriormente conhecidos como Triaenops rufus.
Além disso, Petr Benda e Peter Vallo transferiram as outras duas espécies malgaxes para um gênero separado, Paratriaenops, agora conhecidas como Paratriaenops auritus e Paratriaenops furculus. O nome específico da espécie extinta, goodmani, homenageia Steven M. Goodman por suas pesquisas sobre morcegos malgaxes. O material de T. goodmani é proveniente da localidade OLD SE dentro da caverna e tem cerca de 10.000 anos ou menos. Uma análise cladística usando dados de morfologia não conseguiu resolver as relações de Triaenops goodmani, mas não o colocou junto às outras espécies de Triaenops e Paratriaenops estudadas. Em um artigo de 2008, Amy Russell e colegas comentaram que características cranianas de T. goodmani sugerem que ele pertence ao grupo "T. furculus/T. auritus", agora classificado em Paratriaenops.

## Descrição
Triaenops goodmani é conhecido por três mandíbulas inferiores: uma com o quarto pré-molar (p4) e os primeiro e segundo molares (m1–2), e duas com o segundo e terceiro molares (m2–3). A mandíbula é relativamente robusta. O p4 assemelha-se a um canino, com uma única cúspide aproximadamente tão alta quanto a cúspide mais alta do m1, sem plataformas ou cúspides acessórias. Os molares têm coroas estreitas e são mais longos do que em T. menamena, P. auritus e P. furcula. O comprimento do m2 varia de 1,55 a 1,57 mm, e a largura de 0,98 a 1,02 mm. No m1, o trigonídio (grupo frontal de cúspides) é mais estreito e ligeiramente mais alto que o talonídio na parte posterior. O protoconídio, uma das principais cúspides do trigonídio, é a mais alta, mas apenas ligeiramente mais alta que o hipoconídio (uma cúspide do talonídio); nas espécies vivas de Triaenops e Paratriaenops de Madagascar, o protoconídio é significativamente mais alto que o hipoconídio. O paraconídio, metaconídio (ambos cúspides do trigonídio) e entoconídio (uma cúspide do talonídio) são mais baixos do que em Paratriaenops auritus. O hipoconulídio (parte do talonídio) é pequeno, mas distinto, sendo a cúspide mais baixa, separada do entoconídio por um espaço. T. goodmani não possui uma crista conectando o entoconídio ao metaconídio. Há uma crista (cíngulo) na parte frontal e posterior do dente. Os dois últimos molares são semelhantes ao m1, mas no m2 o talonídio é apenas ligeiramente mais largo que o trigonídio, e no m3 ambos têm a mesma largura. Além disso, há uma plataforma entre o protoconídio e o hipoconídio no m2, e o m3 é menor, não apresenta o espaço entre o entoconídio e o hipoconulídio, e tem uma crista fraca entre o entoconídio e o metaconídio. Essas características são típicas de Triaenops e Paratriaenops.
No mesmo local onde T. goodmani foi encontrado, Samonds também registrou a extremidade distal (mais afastada) de um úmero de Triaenops, com uma largura de 3,58 mm. Esse osso era semelhante aos úmeros de T. menamena, mas ela não o identificou como pertencente a nenhuma das espécies devido à pequena diferença de tamanho entre T. menamena e T. goodmani. No sítio NCC-1 (estimado entre 69.600 e 86.800 anos de idade), foram registradas duas mandíbulas de Triaenops, uma com p4 e m1, e outra com m1–2 e parte do m3. Em relação às espécies vivas de Triaenops e Paratriaenops, o m1 dessas mandíbulas é mais longo e estreito. Embora as amostras sejam pequenas, as medidas não correspondem às de T. goodmani. Além disso, a crista entre o entoconídio e o metaconídio é mais forte do que em T. goodmani. Samonds identificou essas mandíbulas apenas como Triaenops.